# Agàtocles de Cízic
Agàtocles de Cízic (Agathocles, Ἀγαθοκλῆς) fou un historiador grec que escrigué una història de Cízic en grec jònic. Ateneu de Nàucratis diu que era en part de Cízic i en part de Babilònia i sembla que va néixer a aquesta darrera, però va viure a Cízic gairebé sempre. La seva obra es va perdre i només Ateneu en fa un resum de dos dels volums. També va escriure sobre l'origen de Roma. La seva època és desconeguda.